# Graine de violence
Pour les articles homonymes, voir Blackboard Jungle (homonymie).
Pour plus de détails, voir Fiche technique et Distribution.
Graine de violence (Blackboard Jungle) est un film américain réalisé par Richard Brooks, sorti en 1955, fondé sur un roman d'Evan Hunter.
Pour Raymond Défossé, « l'événement historique du film, c'est la musique du générique : le fameux Rock Around the Clock, de Bill Haley. Le point de départ, l'année zéro de l'histoire du rock en deux minutes et huit secondes. La rupture (épistémologique diraient certains) est là ».

## Synopsis
Ce film présente les rapports difficiles entre un professeur débutant et ses élèves dans un lycée professionnel.
Richard Dadier, un jeune professeur d'anglais (Glenn Ford), est recruté par M. Warneke, le principal de la « North Manual High School », école secondaire d’enseignement professionnel, dans un quartier pauvre de New York. Il fait la connaissance de ses collègues, notamment Joshua Edwards et Lois Hammond. L’administration de l’école est divisée en deux clans, compréhension et bénévolat d’un côté (qui au début est le clan minoritaire et n'est constitué que des professeurs débutants) et de l’autre côté méfiance et autoritarisme despotique (qui est le clan majoritaire). Ceux-là sont découragés et passifs, et ne portent plus aucun intérêt à leurs élèves.
Le jour de la rentrée, le jeune professeur d’anglais est aussi surpris par la manière dont le directeur des études, M. Halloran, parle aux élèves. Quelques instants plus tard, il surprend un jeune Afro-Américain, Gregory W. Miller (Sidney Poitier), en train de fumer dans les toilettes. Lors de son premier cours un élève lui envoie une balle de baseball sur le tableau. Dadier est surpris par l'ambiance générale de l'école mais prend la chose un peu à la légère (par exemple, à celui qui vient de casser le tableau avec la balle de baseball il lui réplique : « celui qui l'a lancé ne jouera jamais avec les Yanks »), jusqu'au jour où sa collègue, professeur d’arts plastiques, Mme Hammond, est agressée par un de ses élèves le soir à la fin des cours.
Dadier prend donc sa défense. Ce qui lui vaut d'être molesté quelques jours plus tard par ses élèves dans la rue. Dadier ne cède pas pour autant et continue ce qui semble pour lui être une mission. Il refuse de porter plainte contre ses agresseurs. Il va connaître de nombreuses autres mésaventures : des lettres anonymes destinées à sa femme lui disant que son mari la trompe, un élève qui l'accuse à tort d'être raciste et le dénonçant au principal, un collègue collectionneur de disques de jazz qui voit ses élèves casser tous ses disques, etc.
Dadier est préposé à la préparation du spectacle de Noël de l'école : il surprend Miller (Sidney Poitier) qui prépare une surprise à Dadier en répétant un gospel pour le spectacle de Noël. Un jour, Dadier finit par passer un dessin animé à ses élèves et les invite à discuter dessus en cours. C'est alors qu'il arrive à attirer leur attention et à les « apprivoiser » (« le film les fait sortir de leur coquille » dit-il). Grâce à Dadier, le climat s'améliore dans l'école et les plus récalcitrants des professeurs commencent à devenir plus optimistes. Cependant, il reste encore deux élèves indisciplinés dans la classe, qui finissent par tenter de poignarder Dadier. Mais tous les autres élèves l'aident à se défendre et à l'emmener chez le proviseur.

## Fiche technique
- Titre : Graine de violence
- Titre original : Blackboard Jungle
- Réalisation : Richard Brooks.
- Scénario : Richard Brooks d'après le roman éponyme d'Evan Hunter
- Production : Pandro S. Berman pour MGM
- Distribution : MGM
- Image : Russell Harlan, ASC
- Décor : Randall Duell, Cedric Gibbons et Henry Grace.
- Son : Wesley Miller.
- Montage : Ferris Webster.
- Musique : Charles Wolcott et Randal Duell.
- Musique : Bill Haley, Max Freedman (chanson Rock Around the Clock) (non crédité), Willis Holman (chanson Blackboard Jungle), Jenny Lou Carson (chanson Let Me Go, Lover! (non crédité).
- Pays d'origine : États-Unis
- Langue : anglais
- Format : Noir et blanc
- Durée : 101 minutes
- Sortie : 19 mars 1955 (première à New York), 25 mars 1955 (États-Unis)
- Avis au public : Interdit aux moins de 12 ans
- Genre : Drame, thriller, action

## Distribution
- Glenn Ford (V.F : Roland Ménard) : Richard Dadier
- Anne Francis (V.F : Joelle Janin) : Anne Dadier
- Margaret Hayes (V.F : Nadine Alari) : Lois Judy Hammond
- Vic Morrow (V.F : Pierre Trabaud) : Artie West|Henry
- Sidney Poitier (V.F : Bachir Touré) : Gregory Miller
- Warner Anderson (V.F : William Sabatier) : Docteur Bradley
- Louis Calhern (V.F : Pierre Morin) : Jim Murdock
- Rafael Campos : Pete V. Morales
- Jamie Farr : Santini (crédité : Jameel Farah)
- John Hoyt : M. Warneke
- Richard Kiley : Joshua Y. Edwards
- Emile Meyer (V.F : Emile Duard) : M. Halloran
- Paul Mazursky : Emmanuel Stoker
- Horace McMahon (V.F : André Valmy) : Inspecteur de police
- Basil Ruysdael (V.F : Fernand Fabre) : Professeur Kraal
- Dan Terranova : Belazi
- Martha Wentworth (V.F : Germaine Michel) : Mme Brophy
- Tom McKee (V.F : Jacques Thébault) : Manners, un professeur

## Distinctions

### Nominations
Oscars 1956 :
- Oscar du meilleur scénario adapté pour Richard Brooks
- Oscar de la meilleure photographie pour Russell Harlan
- Oscar de la meilleure direction artistique pour Cedric Gibbons, Randall Duell, Edwin B. Willis et Henry Grace
- Oscar du meilleur montage pour Ferris Webster

## Commentaire
- Si vous ne connaissez pas le sujet, laissez ce bandeau (vous pouvez alors contacter les auteurs).
- Si vous supprimez le contenu mis en cause (vous pouvez préalablement contacter les auteurs),

argumentez précisément cette suppression dans la page de discussion
(un manque de référence n'est pas un argument ; une recherche réelle de référence doit avoir été effectuée, être formellement documentée).

### Perspectives sociologiques et psychologiques
La situation est celle d’une école secondaire d’enseignement professionnel dans un milieu urbain pauvre new-yorkais où l'éducation est non seulement méprisée mais aussi considérée comme inutile. En mobilisant des élèves pour monter le spectacle de Noël de l'école et en utilisant des activités ludiques (dessin animé, magnétophone), le professeur d’anglais a su intéresser les élèves à sa matière. En termes techniques, le professeur d’anglais commence par établir une « alliance pédagogique » avant toute action éducative.
Ce film est une étude réaliste et vigoureuse de la délinquance juvénile dans les milieux urbains populaires américains, et des rapports entre les jeunes (rapports selon les origines ethniques - Afro-Américains, Portoricains, Irlandais, WASP, Sino-Américains… - et rapports en fonction des clans, des bandes, des gangs). Miller, l'un des deux élèves noirs de la classe de Dadier, interprété par Sidney Poitier est, parmi les autres élèves, l'élément le plus digne, le plus courageux et le plus lucide, c'est un chef-né, et c'est grâce à sa collaboration que le professeur va inculquer à ses élèves un comportement positif. Ce film va à l'encontre de beaucoup de préjugés en vogue à l'époque.

### Un film novateur
Ce film reste incontestablement un film novateur, quelque peu avant-gardiste, et surtout très engagé si on le replace dans son contexte historique (sortie en 1955). D'ailleurs, certains considèrent, en se fondant sur les problèmes de violence juvéniles et scolaires que l'on peut connaître actuellement, que ce film reste entièrement d'actualité.

#### Musique
Ce film est le premier film qui met du rock 'n' roll dans la musique de film avec le célèbre Rock Around the Clock de Bill Haley et ses « Comets ».

#### Un film ouvertement engagé
Dans le générique du début, avant même le nom des acteurs, figure cet avis :

« Notre système éducatif est fondé sur la confiance que nous avons en notre jeunesse. Le problème de la délinquance juvénile devient particulièrement aigu quand il envahit l'univers scolaire. Les scènes décrites ici sont imaginaires, mais pour lutter contre le danger, il faut d'abord le connaître. C'est dans ce but que nous avons tourné Graine de Violence. »

De nombreuses répliques et scènes dans le film montrent aussi le caractère engagé de ce dernier :

##### Message anti-raciste
Ce film, sorti à une époque où la ségrégation raciale était encore en vigueur aux États-Unis, véhicule un message ouvertement anti-raciste :
- « Quelle que soit leur couleur de peau, nous devons à nos élèves la même éducation. N'ajoutez-pas vos préjugés à ceux du monde ! » (Le principal)
- - Je veux être mécano.
- - Est-ce vraiment ce que tu veux ?
- - Un Noir n'a pas le choix. » (Dialogue entre le professeur et Miller, élève noir)

##### L'éducation
Le réalisateur et l'auteur du livre original ont tenu à montrer que seule l'éducation permet à ces enfants de s'en tirer et d'acquérir un comportement positif. Ils montrent par ailleurs l'incapacité des professeurs à maîtriser le comportement de leurs élèves.
- « N'y a-t-il aucun moyen de les apprivoiser ? se demande Dadier.
- - L'instruction est le privilège de tous.
- - Je suis pas préparé, on ne m'a pas préparé à maîtriser une émeute. (Dialogue entre Dadier et le principal d'un autre lycée)

Par rapport à l'éducation, le film montre aussi des méthodes d'éveil à l'intelligence qui n'étaient pas usuelles à l'époque mais qui ont fait leur chemin depuis, tels le recours au film, au magnétophone (pour améliorer l'expression orale) et aux activités parascolaires (comme la pièce de théâtre).

##### Dénonciation d'une société
Ces gosses sont à l'image du monde, perdus, méfiants effrayés. (Un policier)
Dans un an l'armée va venir nous proposer d'enfiler un uniforme, de sauver la planète et de nous faire trouer la peau. Alors si je vais en taule, à ma sortie, peut-être que l'armée voudra plus de moi. (Un élève)
Le film cherche aussi à montrer que contrairement aux idées reçues, ces enfants violents et indisciplinés ne sont ni des monstres ni des fauves, mais qu'ils sont manipulés par les chefs de clans, et qu'au fond d'eux-mêmes, comme tous les autres enfants, ils souhaitent s'en tirer. La scène la plus marquante à ce sujet se situe à la fin du film, où l'on voit un élève ramasser un poignard et le casser.

## Autour du film
- À noter, l'apparition du réalisateur John Erman, dans le rôle non crédité d'un étudiant assis en classe derrière Artie.